# Fabio Fabiani
Fabio Fabiani (ur. 13 października 1974 roku w Rawennie) – włoski kierowca wyścigowy.

## Kariera
Fabiani rozpoczął karierę w międzynarodowych wyścigach samochodowych w 2007 roku od startów w klasie Super Production European Touring Car Cup. Z dorobkiem czterech punktów uplasował się na szóstej pozycji w klasyfikacji generalnej. Rok później był tam mistrzem w klasie Super Production. W późniejszych latach Włoch pojawiał się także w stawce World Touring Car Championship oraz SEAT Leon Supercopa Italy.
W World Touring Car Championship Włoch startował w latach 2009-2011 w zespołach Proteam Racing i Engstler Motorsport. Jednak nigdy nie zdobywał punktów. Podczas drugiego wyścigu w Belgii w sezonie 2011 uplasował się na trzynastej pozycji, co było jego najlepszym wynikiem w historii startów w mistrzostwach.